# Wolf-Arno Kropat
Wolf-Arno Kropat (ur. 17 sierpnia 1932 w Görlitz, zm. 14 kwietnia 2004 w Wiesbaden) – niemiecki historyk i archiwista.

## Życiorys

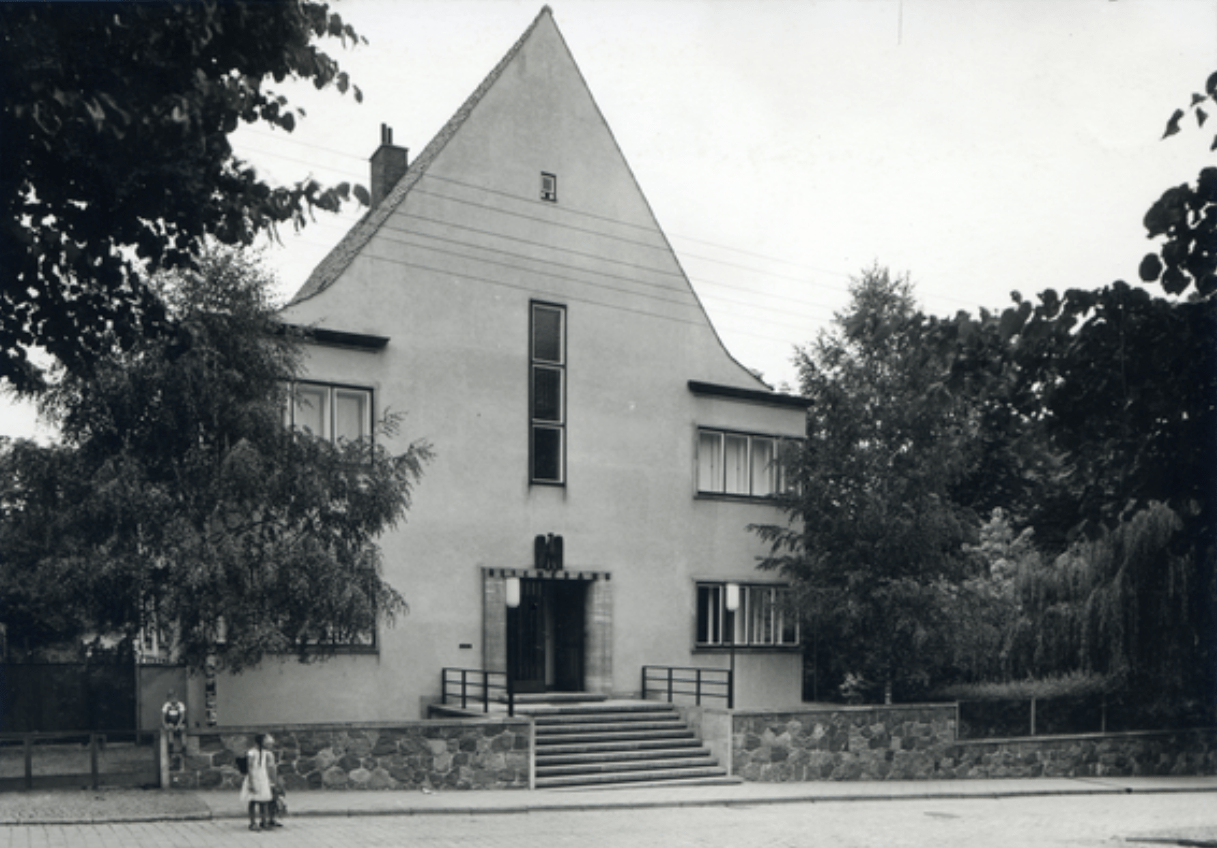
Ojciec Bruno Kropat został dyrektorem nowo otwartej w 1932 filii Reichsbanku w Braniewie, gdzie rodzina mieszkała do 1945 roku

Wolf-Arno Kropat był jednym z pięciorga dzieci radcy Reichsbanku Bruno Kropata. Gdy ojciec otrzymał posadę dyrektora nowo otwartej filii Reichsbanku w Braniewie w Prusach Wschodnich, rodzina zamieszkała w tym mieście do 1945 roku. Tam Wolf-Arno uczęszczał do szkoły podstawowej, a następnie do gimnazjum (wówczas pod nazwą Hermann-von-Salza-Schule). Po śmierci ojca i dwójki rodzeństwa oraz po ucieczce z Braniewa przed zbliżającym się frontem Armii Czerwonej rodzina osiedliła się w Kassel. Tam Kropat dokończył naukę w zakresie szkoły średniej i uzyskał maturę w 1952 roku.
Po studiach historii, łaciny i filozofii na uniwersytetach w Marburgu i Fryburgu Bryzgowijskim, początkowo z zamiarem zostania nauczycielem, w 1959 zdał egzamin państwowy i w 1962 uzyskał doktorat na podstawie rozprawy Reich, Adel und Kirche in der Wetterau von der Karolingerzeit bis zum Spätmittelalter. W latach 1962–1964 odbywał staż w Głównym Archiwum Państwowym Hesji w Wiesbaden, po którego skończeniu został w nim przyjęty do pracy. W listopadzie 1967 otrzymał tytuł archiwisty Archivrat, a w 1972 starszego archiwisty Oberarchivrat. 1 kwietnia 1976 został dyrektorem Głównego Archiwum Państwowego w Hesji jako następca Wolfa-Heino Strucka. Funkcję tę pełnił do chwili przejścia na emeryturę 31 grudnia 1995.
Pod przewodnictwem Kropata Główne Archiwum Państwowe przeniosło się do użytkowanych do dziś pomieszczeń przy Mosbacher Straße w Wiesbaden i zaczęło stosować elektroniczne przetwarzanie danych.
Wolf-Arno Kropat był autorem wielu reportaży na temat herbów miejskich i gminnych, szczególnie w ujęciu artystycznym i heraldycznym.
W okresie pracy w Głównym Archiwum Państwowym zainteresowania badawcze Kropata obejmowały czasy od XIX wieku, a szczególnie wiek XX. W kręgu jego głównych zainteresowań znajdowała się historia współczesna, a szczególnie losy Żydów heskich i wczesne dzieje kraju związkowego Hesja.
W latach 1990–2004 Kropat był przewodniczącym Komisji Historycznej Nassau, której prace skierował na historię całego kraju związkowego Hesja. Kropat zajmował także kluczowe stanowisko w Komisji Historii Żydów w Hesji. Podobnie przełomowe było jego zaangażowanie w komisję parlamentu krajowego Hesji do zbadania historii politycznej i parlamentarnej kraju związkowego Hesja, w powstaniu której to komisji w roku 1979 odegrał główną rolę. Od 1976 roku był także członkiem zarządu Stowarzyszenia Studiów Archeologicznych i Badań Historycznych w Nassau.

## Pisma (wybór)
- Reich, Adel und Kirche in der Wetterau von der Karolingerzeit bis zur Stauferzeit. Elwert, Marburg 1965.
- Frankfurt zwischen Provinzialismus und Nationalismus. Die Eingliederung der Freien Stadt in den preußischen Staat (1866–1871). Kramer, Frankfurt am Main 1971.
- (Hrsg.): Entnazifizierung – Mitbestimmung – Schulgeldfreiheit. Hessische Landtagsdebatten 1947–1950. Eine Dokumentation. Historische Kommission für Nassau, Wiesbaden 2004.